# Eldora (Iowa)
Pour les articles homonymes, voir Eldora.
La ville américaine d’Eldora est le siège du comté de Hardin, dans l’État de l’Iowa. Elle comptait 3 035 habitants lors du recensement de 2000.

## Source
- (en) Cet article est partiellement ou en totalité issu de l’article de Wikipédia en anglais intitulé « Eldora, Iowa » (voir la liste des auteurs).